# Husitski ratovi
Husitski ratovi, također zvani Bohemski ratovi ili Husitska revolucija, bili su niz građanskih ratova vođenih između husita i združenih katoličkih snaga cara Svetog Rimskog Carstva Žigmunda Luksemburškoga, papinstva i europskih monarha odanih Katoličkoj Crkvi, kao i raznih husitskih frakcija. U kasnoj fazi sukoba, utrakvisti ili kalikstinci (umjereni husiti) promijenili su strane 1432. kako bi se borili uz rimokatolike i suprotstavili se taborićanima (radikalni husiti) i drugim husitskim ograncima. Ti su ratovi trajali od 1419. do otprilike 1434. godine.
Nemiri su započeli nakon što je pretprotestantski kršćanski reformator Jan Hus pogubljen od strane Katoličke Crkve 1415. godine zbog hereze. Budući da je kralj Vaclav IV. od Češke imao planove da se okruni za cara Svetog Rimskog Carstva (što je zahtijevalo papinsku krunidbu), on je potisnuo religiju husita, ali se ipak nastavila širiti. Kada je nekoliko godina kasnije kralj Vaclav IV. umro prirodnom smrću, napetost koja je proizašla iz husita postala je jača. U Pragu i raznim drugim dijelovima Češke, Nijemci katolici koji su tamo živjeli bili su istjerani.
Vaclavov brat Žigmund Luksemburški, koji je naslijedio prijestolje, bio je ogorčen širenjem husitizma. Dobio je dopuštenje od pape da pokrene križarski rat protiv husita, a veliki broj križara došao je boriti se iz cijele Europe. Rano su napredovali, prisilivši husite da se vrate i zauzeli Prag. Međutim, husiti su se reorganizirali i vratili gotovo svu zemlju koju su izgubili, što je rezultiralo neuspjehom križarskog rata.
Nakon što su uzde husitske vojske predane Janu Žižki, uslijedili su unutarnji sukobi. Vidjevši da su husiti oslabljeni, Nijemci su poduzeli još jedan križarski rat, ali ih je Žižka porazio u bitci kod Německý Broda. Papinstvo je pokušalo pokrenuti još tri križarska rata, ali nijedan nije postigao svoje ciljeve. Litvanci i Poljaci nisu željeli napasti Čehe, Njemačka je imala unutarnje sukobe i nije mogla prikupiti dovoljno snaga za borbu protiv husita, a danski je kralj napustio češku granicu kako bi se vratio svojoj kući. Kako su sukobi trajali, husiti su također izvršili pohode na njemački teritorij.
Ratovi su konačno završili 1434. kada je umjerena utrakvistička frakcija husita porazila radikalnu frakciju taborićana. Husiti su se složili pokoriti se autoritetu češkog kralja i Rimokatoličke Crkve te im je bilo dopušteno prakticirati svoj donekle drugačiji obred.
Husitska zajednica uključivala je veći dio češkog stanovništva Kraljevine Češke i formirala je veliku spontanu vojnu silu. Husitski ratovi bili su poznati po širokoj upotrebi ranog ručnog vatrenog oružja kao što su ručni topovi, kao i utvrde za kola.